# 粉河駅
粉河駅（こかわえき）は、和歌山県紀の川市粉河にある、西日本旅客鉄道（JR西日本）和歌山線の駅である。

## 概要
運行上の境界駅であり、和歌山方面からやってくる列車が一部折り返す。1日に2往復しかない快速列車が停車し、当駅から橋本方面は各駅に停車する。紀の川市の代表駅は、当駅ではなく2駅隣の打田駅である。かつて和歌山線経由で運行されていた急行「しらはま」→「紀ノ川」の停車駅でもあった。

## 歴史
当初粉河駅は、現在地の東側の前田という字に設置が計画されていた。しかしこの場所では東側に偏している上に土工量が多くなることから、現在地に変更されることになった。これに対して道路を東側に迂回しなければならないこと、学校に近すぎて当時の規定に抵触すること、水路を線路下の土管に変更すると水利上の問題があることなどから地元から反対があり、その説得に67日間の協議が必要だったとされる。

### 年表
- 1900年（明治33年）
  - 8月24日：紀和鉄道が船戸駅から延伸した際の暫定的な終着として、本駅の前身たる粉河仮停車場が設置される[1][4]。
  - 11月25日：紀和鉄道が橋本駅まで延伸し五条駅まで直結した際に、粉河駅が正式開業（同時に粉河仮停車場は廃止される）[1][4]。旅客・貨物取扱開始。
- 1904年（明治37年）8月27日：紀和鉄道の路線が関西鉄道に買収され、同社の駅となる[1]。
- 1907年（明治40年）10月1日：関西鉄道が鉄道国有法により国有化され、帝国鉄道庁の駅となる[1][4]。
- 1909年（明治42年）10月12日：線路名称が制定され、和歌山線の所属となる[1]。
- 1971年（昭和46年）10月25日：第26回国民体育大会に出席するために来県した天皇、皇后が乗車するお召し列車が粉河駅 - 紀伊田辺駅間で運行[5]。
- 1982年（昭和58年）10月1日：貨物の取り扱いを廃止[4]。
- 1984年（昭和59年）10月20日：荷物扱い廃止[4]。
- 1987年（昭和62年）4月1日：国鉄分割民営化により、西日本旅客鉄道の駅となる[1][4]。
- 2020年（令和2年）3月14日：ICカード「ICOCA」が利用可能となる[6]。ICカード専用簡易改札機で対応。
- 2021年（令和3年）7月1日：駅業務がJR西日本メンテックからJR西日本交通サービスに移管された。
- 2023年（令和5年）6月1日：終日無人化[2]。

戦前は阪和電気鉄道（現在のJR阪和線）や水間鉄道が、この駅までの路線敷設計画を持っていたが、いずれも開業しなかった。

### 鉄道唱歌
1900年（明治33年）に大和田建樹が作詞した鉄道唱歌第5集（関西・参宮・南海篇）49番の歌詞にて、当駅が登場する。
親のめぐみの粉河より 叉乗る汽車は紀和の線舟戸田井ノ瀬うちすぎて 和歌山みえし嬉しさよ 
なお、歌詞中の「和歌山」は、現在の紀和駅のことである。
作詞された当時は、粉河駅開業後であったものの橋本まで未開通であったため、橋本から当駅に飛ぶ形となっている。

## 駅構造
単式1面1線、島式1面2線の計2面3線のホームを持つ、行違い可能な地上駅である。駅本屋側の単式ホームが橋本・五条・高田方面、跨線橋を渡った反対側の島式ホームが、岩出・和歌山方面行きである。コンクリート造りの大きめの駅舎が特徴的。
無人駅である（橋本駅管理）。無人化される前までは、JR西日本交通サービスが駅業務を受託する日本の鉄道駅#業務委託駅であった。ICカード乗車券「ICOCA」が利用可能である。改札口にはタッチ式のICカード専用改札機が設置されている。また、定期券が購入できる自動券売機が設置されている。ホーム間は跨線橋で連絡する。 無人駅になっているが。一部の時間帯に到着する電車は、全ての扉が開く場合がある。

### のりば
| のりば | 路線     | 方向 | 行先                        |
| ------ | -------- | ---- | --------------------------- |
| 1      | 和歌山線 | 上り | 橋本・五条方面              |
| 2      | 和歌山線 | 上下 | 橋本・五条方面 / 和歌山方面 |
| 3      | 和歌山線 | 下り | 和歌山方面                  |

付記事項
- 上り本線は1番のりば、下り本線は3番のりばである。なお、2番のりばは上下共用の待避線（主に和歌山行きの折り返し列車）である。
- 下り列車は橋本方面から来る列車が3番のりば、当駅折り返しの列車が2番のりばを使用するのが基本であるが、橋本方面からの下り列車が2番のりばを使用するものが混在する。

列車運行
- 深夜に到着する当駅止まりの列車は1番のりば・3番のりばで夜間滞泊し、翌朝に「行先」と示した方へ向かう当駅始発列車となる。
- 朝晩に快速列車が設定されているが、当駅から橋本・五条方面は各駅に停車する。

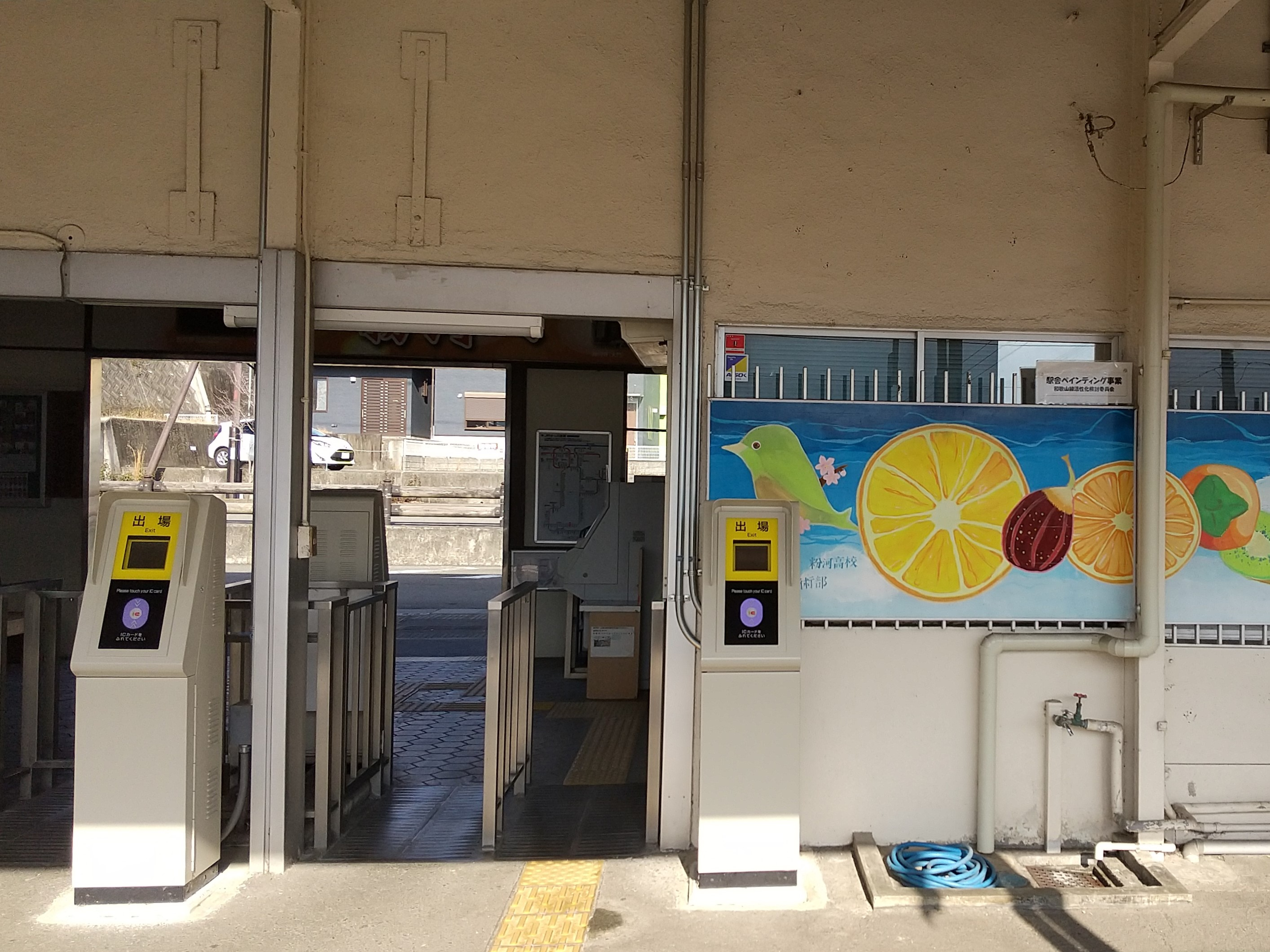
ホームから見た駅舎内（2022年12月）
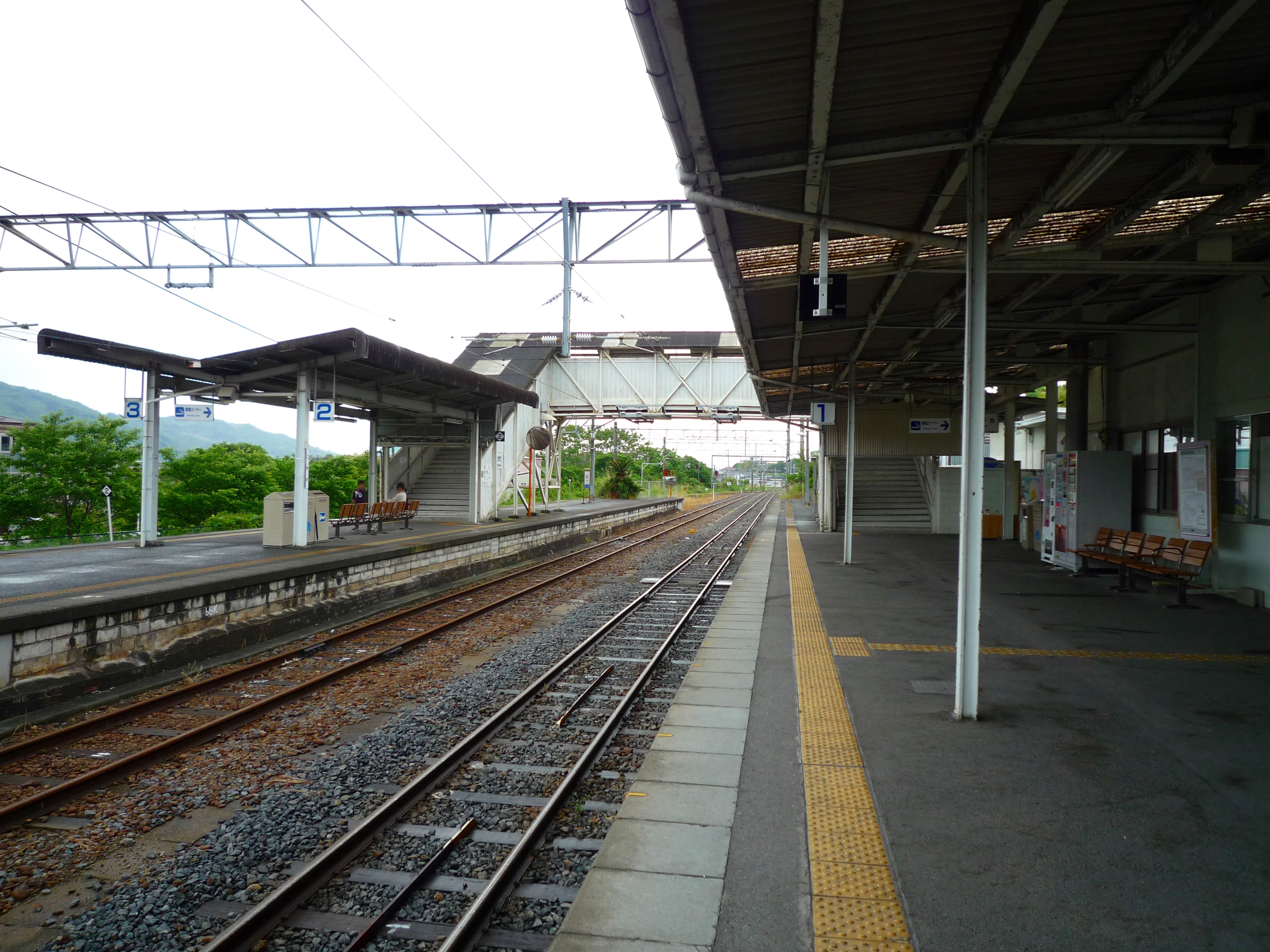
ホーム（2009年5月）

## 利用状況
2022年（令和4年）度の1日平均乗車人員は927人である。
各年度の1日平均乗車人員は以下の通りである。
| 年度               | 1日平均 乗車人員 | 1日平均 乗降人員 |
| ------------------ | ---------------- | ---------------- |
| 1980年（昭和55年） |                  | 3,968            |
| 1985年（昭和60年） |                  | 2,888            |
| 1990年（平成02年） |                  | 2,434            |
| 1995年（平成07年） |                  | 2,550            |
| 1998年（平成10年） | 1,341            |                  |
| 1999年（平成11年） | 1,268            |                  |
| 2000年（平成12年） | 1,191            | 2,390            |
| 2001年（平成13年） | 1,159            | 2,318            |
| 2002年（平成14年） | 1,041            | 2,082            |
| 2003年（平成15年） | 1,026            | 2,058            |
| 2004年（平成16年） | 1,071            | 2,142            |
| 2005年（平成17年） | 1,039            | 2,078            |
| 2006年（平成18年） | 1,064            | 2,130            |
| 2007年（平成19年） | 1,052            | 2,104            |
| 2008年（平成20年） | 1,068            | 2,130            |
| 2009年（平成21年） | 1,007            | 2,014            |
| 2010年（平成22年） | 1,011            | 2,024            |
| 2011年（平成23年） | 1,026            | 2,052            |
| 2012年（平成24年） | 1,066            | 2,134            |
| 2013年（平成25年） | 1,115            | 2,230            |
| 2014年（平成26年） | 1,066            | 2,132            |
| 2015年（平成27年） | 1,107            | 2,214            |
| 2016年（平成28年） | 1,112            | 2,224            |
| 2017年（平成29年） | 1,008            | 2,016            |
| 2018年（平成30年） | 1,000            | 2,000            |
| 2019年（令和元年） | 976              | 1,952            |
| 2020年（令和02年） | 904              | 1,806            |
| 2021年（令和03年） | 885              | 1,770            |
| 2022年（令和04年） | 927              | 1,854            |

## 駅周辺

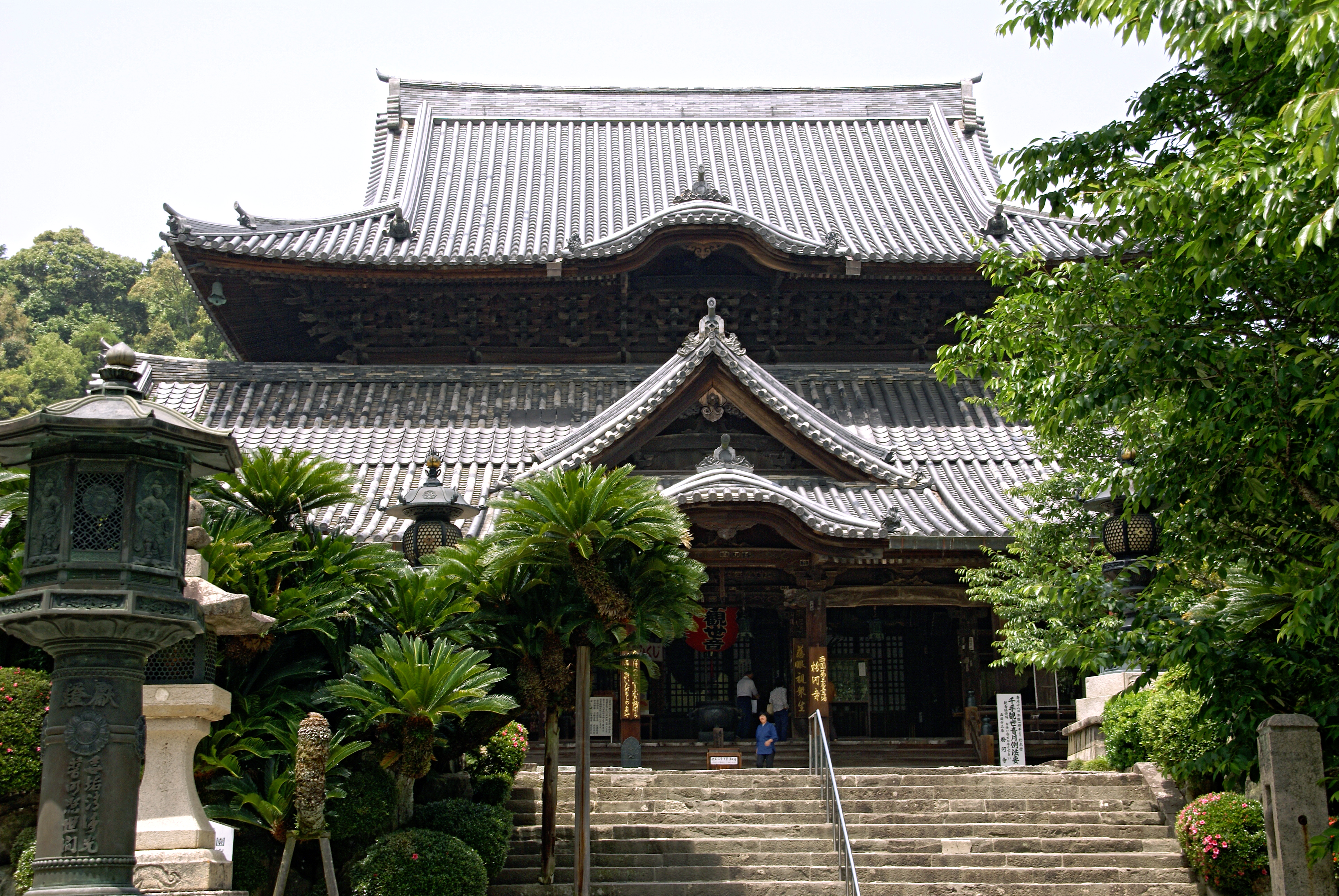
粉河寺 本堂

駅付近は民家が多く、商店や教育施設も点在する。駅から北へ進むと粉河寺に、南へ進むと紀ノ川を経て龍門山に至るが、龍門山は駅からやや遠い所にある。
- 粉河寺（西国三十三所第三番札所）
- 紀の川市役所粉河支所（旧・粉河町役場）
- 紀の川市商工会
- 粉河税務署
- 粉河ふるさとセンター
- 和歌山県立粉河高等学校
- 紀の川市立粉河中学校
- 桃谷政次郎記念館 - 桃谷順天館の創業地[9]
- 紀陽銀行粉河支店
- 松源粉河店
- オークワ粉河店
- 丸浅旅館
- 秋葉山公園[10]
- 国道24号
- 和歌山県道7号粉河加太線
- 和歌山県道123号荒見粉河線
- 和歌山県道124号粉河寺線
- 紀ノ川

## バス路線
（駅舎側を通る）和歌山県道123号線に「粉河駅」停留所、駅裏側に「粉河駅前」停留所がある。なお、駅裏側へは駅舎横（橋本寄り）にある地下道を経由しなければならない。
粉河駅停留所
- 紀の川市地域巡回バス（※ともに循環路線）
  - 赤尾藤井コース
    - 紀の川市役所 行

  - 川原西脇コース
    - 紀の川市那賀支所 行

※駅舎の前はタクシーのりばとなっている。
粉河駅前停留所
- 和歌山バス那賀
  - 粉河熊取線
    - 特急バス 熊取駅前 行

  - 紀伊粉河線
    - 紀伊駅前経由F.B.T 行（※F.B.Tは「府中バスターミナル」の略称）

## 隣の駅
西日本旅客鉄道（JR西日本）
 和歌山線
■快速（当駅から名手方の各駅に停車）
名手駅 - 粉河駅 - 打田駅
■普通
名手駅 - 粉河駅 - 紀伊長田駅

#### 本文中の出典
1. 1 2 3 4 5 6 7  曽根悟（監修） 著、朝日新聞出版分冊百科編集部 編『週刊 歴史でめぐる鉄道全路線 国鉄・JR』 42号 阪和線・和歌山線・桜井線・湖西線・関西空港線、朝日新聞出版〈週刊朝日百科〉、2010年5月16日、20-21頁。
2. 1 2 3 4  “粉河駅｜駅情報：JRおでかけネット”.   西日本旅客鉄道. 2023年5月2日時点のオリジナルよりアーカイブ。2023年5月2日閲覧。
3. ↑  『紀和鉄道沿革史』pp.142 - 143
4. 1 2 3 4 5 6  石野哲（編）『停車場変遷大事典 国鉄・JR編 Ⅱ』（初版）JTB、1998年10月1日、362頁。ISBN 978-4-533-02980-6。
5. ↑  原武史『昭和天皇御召列車全記録』新潮社、2016年9月30日、140頁。ISBN 978-4-10-320523-4。
6. ↑  『2020年春ダイヤ改正について』（PDF）（プレスリリース）西日本旅客鉄道和歌山支社、2019年12月13日。オリジナルの2021年1月4日時点におけるアーカイブ。2021年1月8日閲覧。
7. 1 2 3  “粉河駅｜時刻表：JRおでかけネット”. JRおでかけネット.   西日本旅客鉄道. 2022年8月2日閲覧。
8. ↑  『和歌山県統計年鑑』及び『和歌山県公共交通機関等資料集』
9. ↑  “歴史 | 桃谷順天館”.   桃谷順天館. 2023年5月6日閲覧。
10. ↑  “秋葉山公園”.   紀の川市. 2021年12月3日時点のオリジナルよりアーカイブ。2023年5月6日閲覧。
11. ↑  “地域巡回バス時刻表・運行系統図（令和3年10月1日変更）”.   紀の川市. 2022年8月20日閲覧。
12. ↑  和歌山バス那賀 一般路線運行系統図（2021年4月1日）、和歌山バス那賀株式会社、2021年11月14日閲覧

#### 利用状況の出典
和歌山県公共交通機関等資料集
1. 1 2  “令和3年度和歌山県公共交通機関等資料集” (PDF).   和歌山県. 2024年7月15日閲覧。
2. 1 2  “令和4年度和歌山県公共交通機関等資料集” (PDF).   和歌山県. 2024年7月15日閲覧。
3. 1 2 3 4 5 6 7 8 9 10 11 12 13 14 15 16 17 18 19 20 21 22 23 24  令和元年度和歌山県公共交通機関等資料集 - ウェイバックマシン（2021年1月24日アーカイブ分）、和歌山県企画部地域振興局総合交通政策課、2021年11月14日閲覧
4. ↑  令和2年度和歌山県公共交通機関等資料集 - ウェイバックマシン（2021年10月26日アーカイブ分）、和歌山県企画部地域振興局総合交通政策課、2021年11月14日閲覧